# Slavičín
Slavičín (en allemand : Slawitschin) est une ville du district de Zlín, dans la région de Zlín, en République tchèque. Sa population s'élevait à 6 184 habitants en 2025.

## Géographie
Slavičín se trouve à 7 km de la frontière avec la Slovaquie, à 22 km au sud-est de Zlín, à 94 km à l'est de Brno et à 272 km au sud-est de Prague.

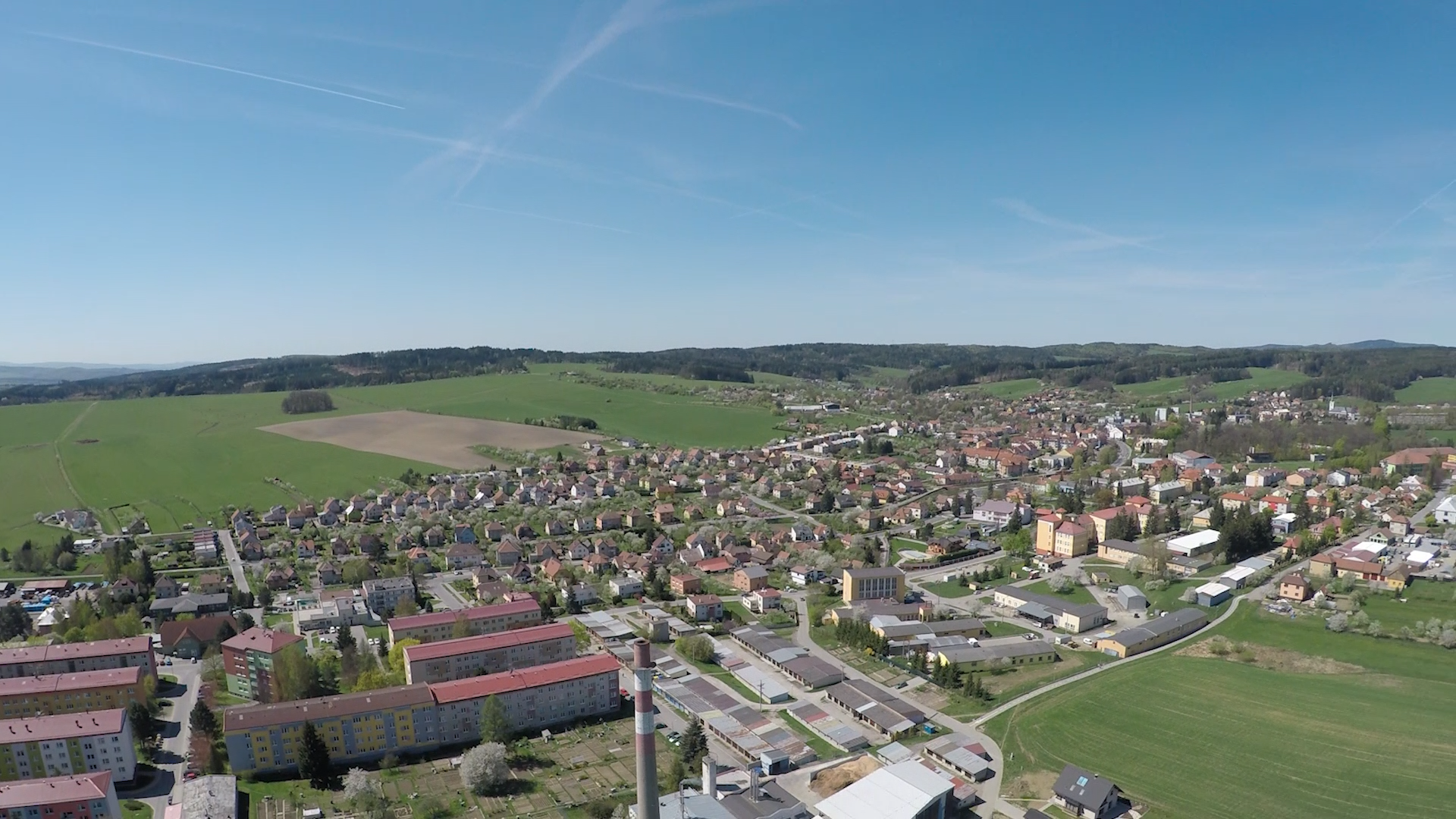
Vue générale de Slavičín.

La commune est limitée par Dolní Lhota et Sehradice au nord, par Lipová, Vlachovice et Bohuslavice nad Vláří à l'est, par Jestřabí, Rokytnice, Šanov, Hostětín et Pitín au sud, et par Rudimov, Luhačovice et Petrůvka à l'ouest. La ville se trouve au bord de territoire traditionnel Valaquie.

## Histoire
La première mention écrite de la localité date de 1141. Pendant la Seconde Guerre mondiale, le 29 août 1944, une bataille entre des bombardiers américains et des chasseurs allemands eut lieu au-dessus de la ville. Vingt-huit membres d'équipage américains ont été enterrés au cimetière local. La ville a été libérée par l'armée roumaine le 1er mai 1945. En 1946, le nom de la ville est changé de Slavičín-Mladotice à Slavičín.

## Administration
La commune se compose de quatre sections :
- Divnice
- Hrádek na Vlárské dráze
- Nevšová
- Slavičín

## Transports
Par la route, Slavičín se trouve à 25 km de Uherský Brod, à 32 km de Zlín, à 113 km de Brno et à 319 km de Prague.

## Jumelages
Slavičín est jumelée avec :
- Nová Dubnica (Slovaquie)
- Uhrovec (Slovaquie)